# 走り去るロマン
『走り去るロマン』（はしりさるロマン、英語表記:Passing Pictures）は、1975年1月1日に日本コロムビアが発売したタケカワユキヒデの1stシングル及び、1975年1月25日に、同じく日本コロムビアが発売したタケカワユキヒデの1stアルバム。まだタケカワをはじめとするロックバンド「ゴダイゴ」が結成される前の作品である。デビュー曲であるため、タケカワを紹介する際にこの曲がともに紹介されることが多い。

## シングル

### 概要
- 後述するアルバム版の先行シングル・カットとして発売された。収録されている楽曲は全詞英語である。

### 収録曲
1. PASSING PICTURES (走り去るロマン)
  - 作詞:奈良橋陽子　作曲・編曲:タケカワユキヒデ
2. NIGHT TIME (夜の都会)
  - 作詞:奈良橋陽子　作曲・編曲:タケカワユキヒデ

## アルバム

### 概要
- このアルバムの最大の特徴は、収録されている楽曲が全詞英語であるということ。日本人が英語詞のオリジナル曲でアルバムを出すことは、これ以前にもいくつか例があったがこの時代にはまだ珍しいことであった。
- このアルバムは後に、1978年、1979年にも再発されており、それぞれジャケットが異なる。その後1993年に再発されたときは1979年発売盤のジャケット、2008年に再発されたときは1975年発売盤のジャケットであった。

### 発売日
- 1975年1月25日
- 1978年2月25日
- 1979年5月25日
- 1993年10月21日
- 2008年11月21日

### 収録曲
1. TRULY ME (僕のドリーム)
  - 作詞:奈良橋陽子　作曲・編曲:タケカワユキヒデ
    - 「男たちの旅路第2部」の「第2話冬の樹」（1977年2月12日）にゴダイゴが人気ロックバンド役で出演した際、オープニングで歌っている。また、映画「バージンブルース」のオープニングにインストで使われてる。
2. NOW AND FOREVER (いつもふたり)
  - 作詞:奈良橋陽子　作曲:タケカワユキヒデ　編曲:石川鷹彦
3. NIGHT TIME (夜の都会)
  - 作詞:奈良橋陽子　作曲・編曲:タケカワユキヒデ
    - 沢田研二が1975年7月20日比叡山フリーコンサートでカバー。この年のツアーでは井上堯之バンドとミッキー吉野グループがバックをつとめた。
4. PASSING PICTURES (走り去るロマン)
  - 作詞:奈良橋陽子　作曲・編曲:タケカワユキヒデ
5. LUCKY JOE (ラッキー・ジョー)
  - 作詞:奈良橋陽子　作曲・編曲:タケカワユキヒデ
6. WATER SHE WORE (雨に踊る少女)
  - 作詞:奈良橋陽子　作曲・編曲:タケカワユキヒデ
7. TWO PEOPLE TOGETHER (ふたりの童話)
  - 作詞:奈良橋陽子　作曲・編曲:ミッキー吉野
8. HAZY NUN (霧の尼僧)
  - 作詞:奈良橋陽子　作曲・編曲:タケカワユキヒデ
9. FRAGMENTS (君のひとこと)
  - 作詞:ジョージ小山、奈良橋陽子　作曲・編曲:タケカワユキヒデ
10. HAPPINESS (ぼくらのしあわせ)＜1975年発売盤、1978年発売盤、2008年発売盤＞／HAPPINESS (ハピネス)＜1979年発売盤、1993年発売盤＞
  - 作詞:奈良橋陽子　作曲・編曲:タケカワユキヒデ／作詞:奈良橋陽子　作曲:タケカワユキヒデ　編曲:ミッキー吉野
    - 作詞のクレジットは奈良橋のみだが、実際にはタケカワが17歳の頃に詞と曲を書いたもので、詞のほとんどを奈良橋が書き改めている。1979年、1993年発売盤は、ゴダイゴ演奏による「HAPPINESS (ハピネス)」に差し替えられている。
11. I CAN BE IN LOVE, TOO (スポット・ライト)
  - 作詞:奈良橋陽子　作曲・編曲:タケカワユキヒデ
12. PRETTY WHITE BARD (白い小鳥)
  - 作詞:奈良橋陽子　作曲:タケカワユキヒデ　編曲:ミッキー吉野
13. HAPPINESS (ハピネス) ＜2008年発売盤（ボーナス・トラック）＞
  - 作詞:奈良橋陽子　作曲:タケカワユキヒデ　編曲:ミッキー吉野
    - 「HAPPINESS (ぼくらのしあわせ)」をゴダイゴの演奏で、再録音したもの。歌詞もサビを除いて変更されている。